# Resurse minerale

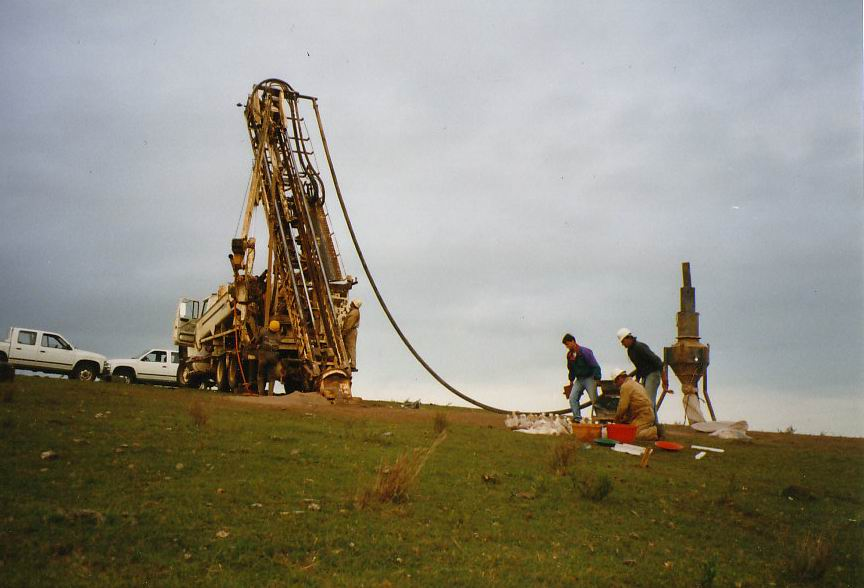
Exploatare de resurse naturale: Instalație de foraj mobilă, montată pe camion. Eșantioanele de rocă zdrobită sunt examinate și ambalate (în dreapta)

Resursele minerale sunt resursele unei țări de care beneficiază ea însăși și alte țări în schimbul unei plăți stabilite care duce la bunăstarea acestei țări. Resursele se împart în resurse terestre și resurse acvatice.
Resursele terestre sunt variate, incluzând minereuri de fier, petrol, gaze naturale, fosforite, cărbune și metale prețioase cum ar fi aur, argint, platină și diamante. Acestea contribuie la creșterea veniturilor țărilor care le dețin.
Clasificarea acestor resurse după țări arată că Rusia este lider în extragerea de cărbune, urmată de Statele Unite și China.
Tot Rusia deține cea mai mare cantitate de resurse de gaze naturale din lume, însă acestea sunt epuizabile și este important să se ia în considerare impactul asupra economiei în cazul în care sunt extrase în exces.
Africa este continentul cu cele mai mari resurse de metale prețioase, inclusiv mine de aur, argint și diamante, cu cea mai mare mină de aur din lume, care se află în Africa de Sud și are o adâncime de peste 3700 metri.